# Köstritzer Schwarzbierbrauerei

Richard Friese (Illustrator, geb. 1886, gest. vor 1935): Ihr tägliches Getränk sei Köstritzer Schwarzbier, Werbeplakat von 1914/1930

Die Köstritzer Schwarzbierbrauerei ist eine Brauerei in Bad Köstritz, Thüringen, die zur Bitburger Braugruppe gehört. Sie ist eine der ältesten Schwarzbierbrauereien Deutschlands.

## Geschichte
Im Jahr 1543 fand die Brauerei im Erbzinsregister als „Köstritzer Erbschenke“ erstmals urkundliche Erwähnung, damit ist sie eine der ältesten Brauereien Deutschlands. Die Grafen des Hauses Reuß übernahmen die Braustätte 1696 und benannten sie in „ritterschaftliche Gutsbrauerei“ um. Seit 1806 darf die Brauerei den Titel „Fürstliche Brauerei“ verwenden, da die Ritter des Hauses Reuß zu Fürsten erhoben wurden. Im Jahr 1811 wurden 6400 Hektoliter (hl) Bier unterschiedlicher Sorten hergestellt und bis Berlin, Dresden, Magdeburg oder Frankfurt am Main verkauft.
Von dem in Weimar lebenden Johann Wolfgang von Goethe ist überliefert, dass er sich zeitweilig hauptsächlich von Bieren verschiedener Sorten u. a. der Brauereien Köstritz und Oberweimar sowie von Semmeln ernährte. Der Gelehrte Wilhelm von Humboldt schrieb am 17. November 1823 von Weimar aus an seine Ehefrau Caroline von Humboldt u. a. über seine eigene und Goethes Ernährung:
Im Jahr 1829 brannten der Betrieb und weitere 15 Gebäude in Köstritz ab. Daraufhin wurde die Brauerei im Westflügel des Schlosses neu aufgebaut. 1872 pachtete der Landwirtschaftsinspektor und spätere Unternehmer Rudolf Zersch die reußischen Domänen Köstritz, Dürrenberg und Hartmannsdorf sowie 1875 die Fürstliche Brauerei Köstritz. Letztere wurde unter Leitung des Braumeisters Carl Holomoucky zunächst im Schloss und an anderen Produktionsstätten in Köstritz erweitert.
Es wurden nun die Sorten Köstritzer Schwarzbier und das Lagerbier Blume des Elsterthales produziert. Dem Schwarzbier wurde vom 19. Jahrhundert bis in die erste Hälfte des 20. Jahrhunderts eine gesundheitsfördernde Wirkung zugeschrieben. In einer Anzeige von 1893 warb die Brauerei, es werde von „hohen medizinische Autoritäten empfohlen für Blutarme, Lungenkranke, Wöchnerinnen, stillende Mütter u. Rekonvaleszenten jeder Art“. Die Brauerei sandte an Otto von Bismarck zu dessen Geburtstagen Gebinde mit Blume des Elsterthales und warb mit dessen lobender Beurteilung des Bieres. In einer anderen Werbeanzeige des Jahres 1929 heißt es: „Bei angestrengter Büroarbeit verbrauchen sich schnell die Nerven. Die Blutzusammensetzung ist auch nicht mehr die richtige und der Stoffwechsel leidet durch die sitzende Tätigkeit. All dies verschwindet, wenn man täglich das köstlich vollwürzig und herb schmeckende Köstritzer Schwarzbier trinkt.“
Im Jahr 1896 hatte die Brauerei eine Kapazität von 40.000 hl und stellte jährlich 25.000 hl Bier her, davon 12.000 hl Schwarzbier.
Zwischen 1906 und 1908 ließ Zersch in Köstritz einen neuen Backsteinbau als Betriebsgebäude errichten. Nach dem Zweiten Weltkrieg wurde die Brauerei im Oktober 1948 in Volkseigentum überführt und firmierte ab dem 25. November desselben Jahres als VEB Köstritzer Schwarzbierbrauerei. In der Deutschen Demokratischen Republik war die Köstritzer Brauerei eines der wenigen Unternehmen, die Biere für den Export herstellten. Das Bier wurde von 1956 bis 1976 in die BRD exportiert, anschließend bis zur Wende nach ganz Osteuropa. Ein vollständiger Neubau der Brauerei erfolgte in den Jahren 1979 bis 1990.
Der Betrieb wurde im April 1991 zu hundert Prozent von der Bitburger Braugruppe übernommen. Die Brauerei wurde von 1991 bis 1993 umfassend modernisiert. 1993 etablierte die Firma als ihre wichtigste Marke „Köstritzer Schwarzbier“ am deutschen Markt. Die Brauerei hat ihren Gesamtausstoß in den Jahren 1991 (145.000 hl) bis 2005 (879.000 hl) mehr als versechsfacht. Köstritzer ist bis in die Gegenwart mit 30 Prozent Marktanteil Marktführer in Deutschland im Bereich der dunklen untergärigen Biere.

## Gegenwart
Zu den Produkten gehören mittlerweile neben dem „Köstritzer Schwarzbier“ außerdem „Köstritzer Edel Pils“, „Köstritzer Spezial Pils“, „Köstritzer Kellerbier“ sowie die Biermischgetränke „Köstritzer bibop“ und „Köstritzer Edel Pils Radler“. Dem Craft-Beer-Trend folgend, kamen zuletzt ein Pale Ale, Witbier und Red Lager auf den Markt. Red Lager und Witbier wurden nach kurzer Zeit wieder vom Markt genommen. Seit Anfang 2019 werden die Biermischgetränke „Kellerbier-Limette“ und „Schwarzbier-Kirsche“ hergestellt.
Der 2002 eingeführte Biermix Bibop gehört zu einer der beliebtesten Produkte im Bereich Cola-Biermixe Ost.

## Bilder

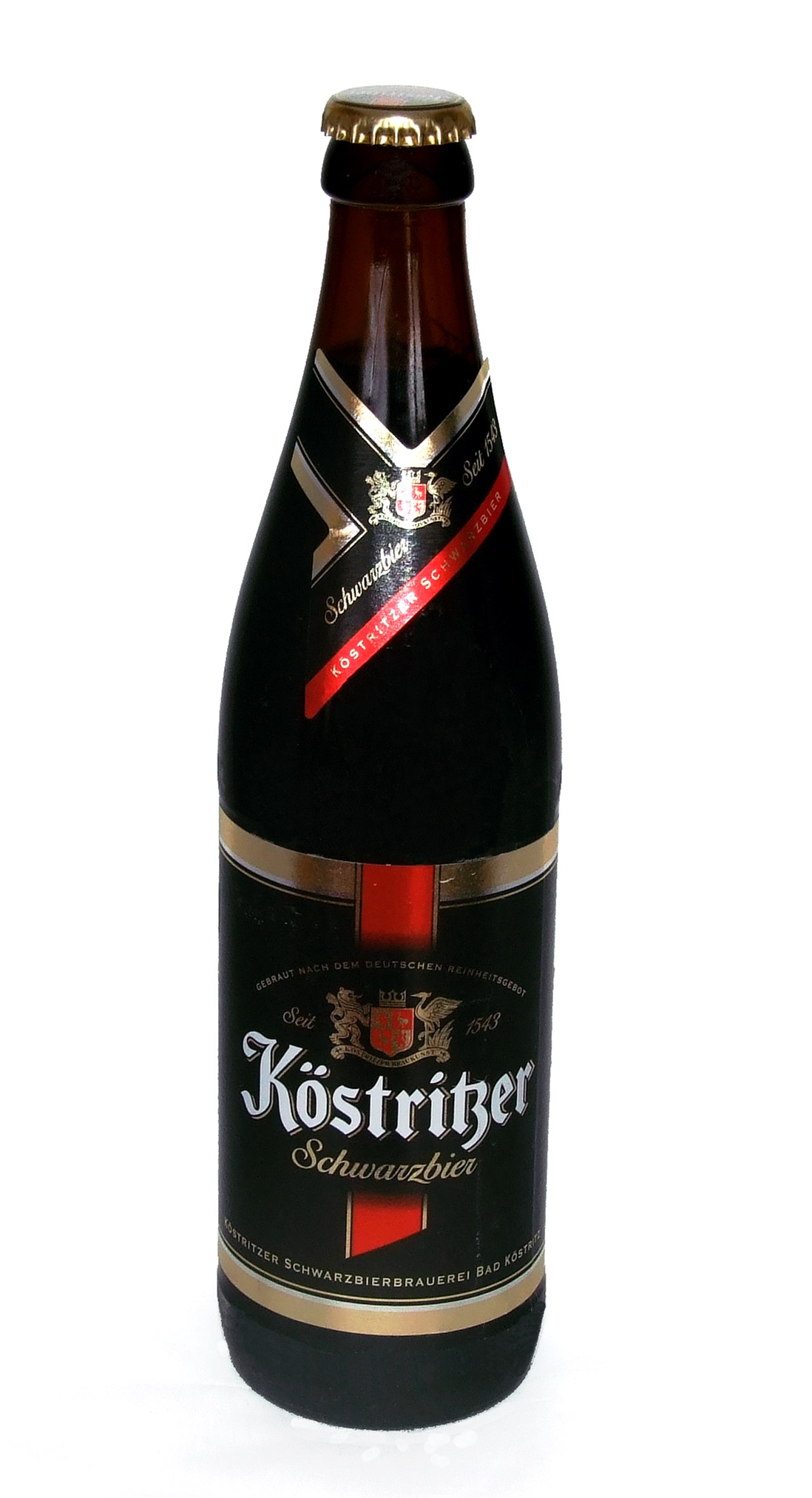
Flasche Köstritzer
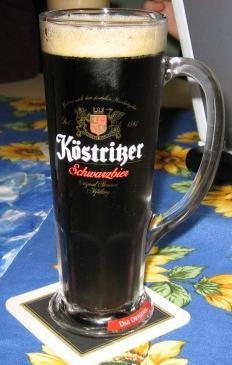
Köstritzer Schwarzbier
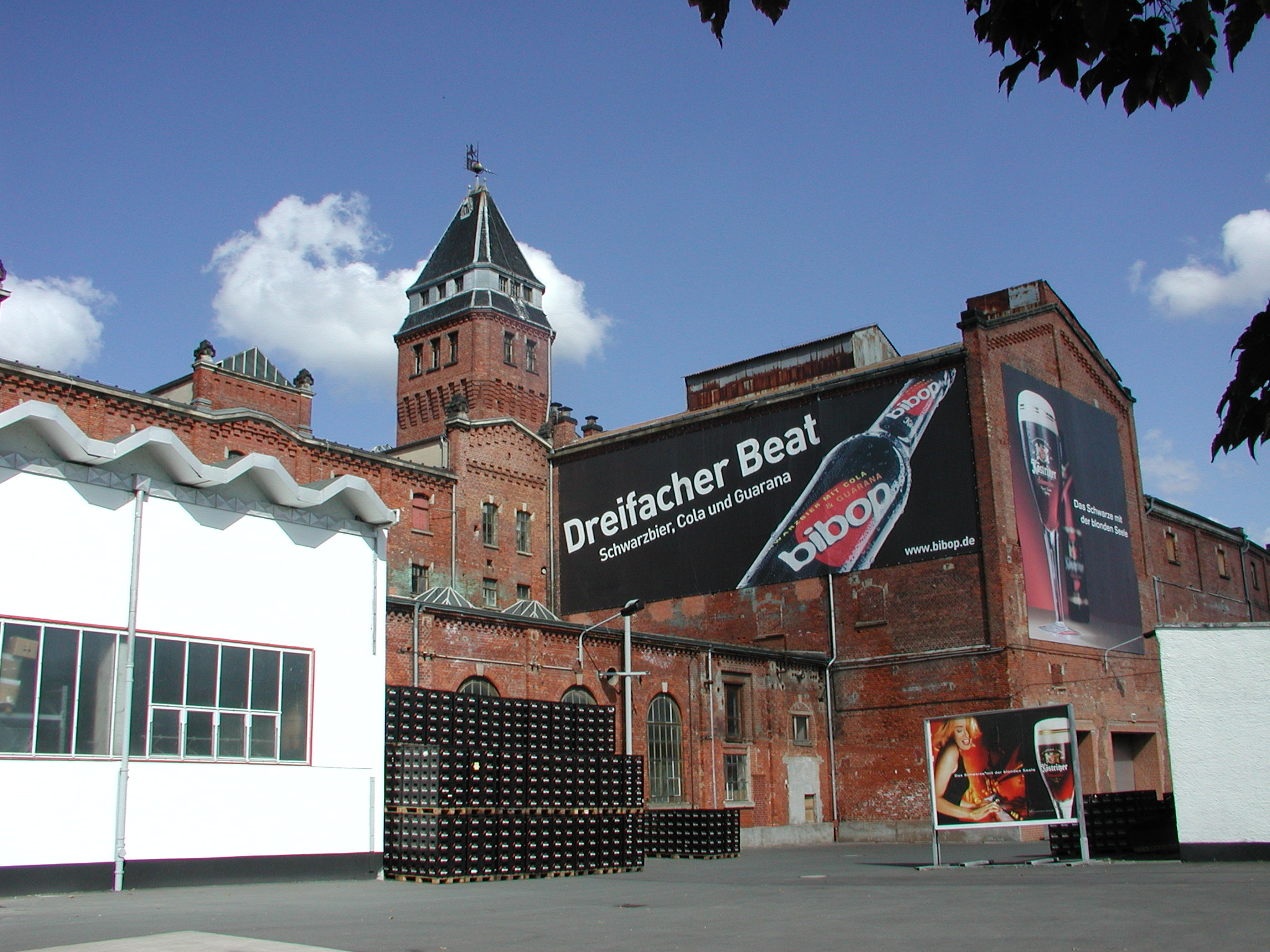
Portal der Brauerei in Köstritz
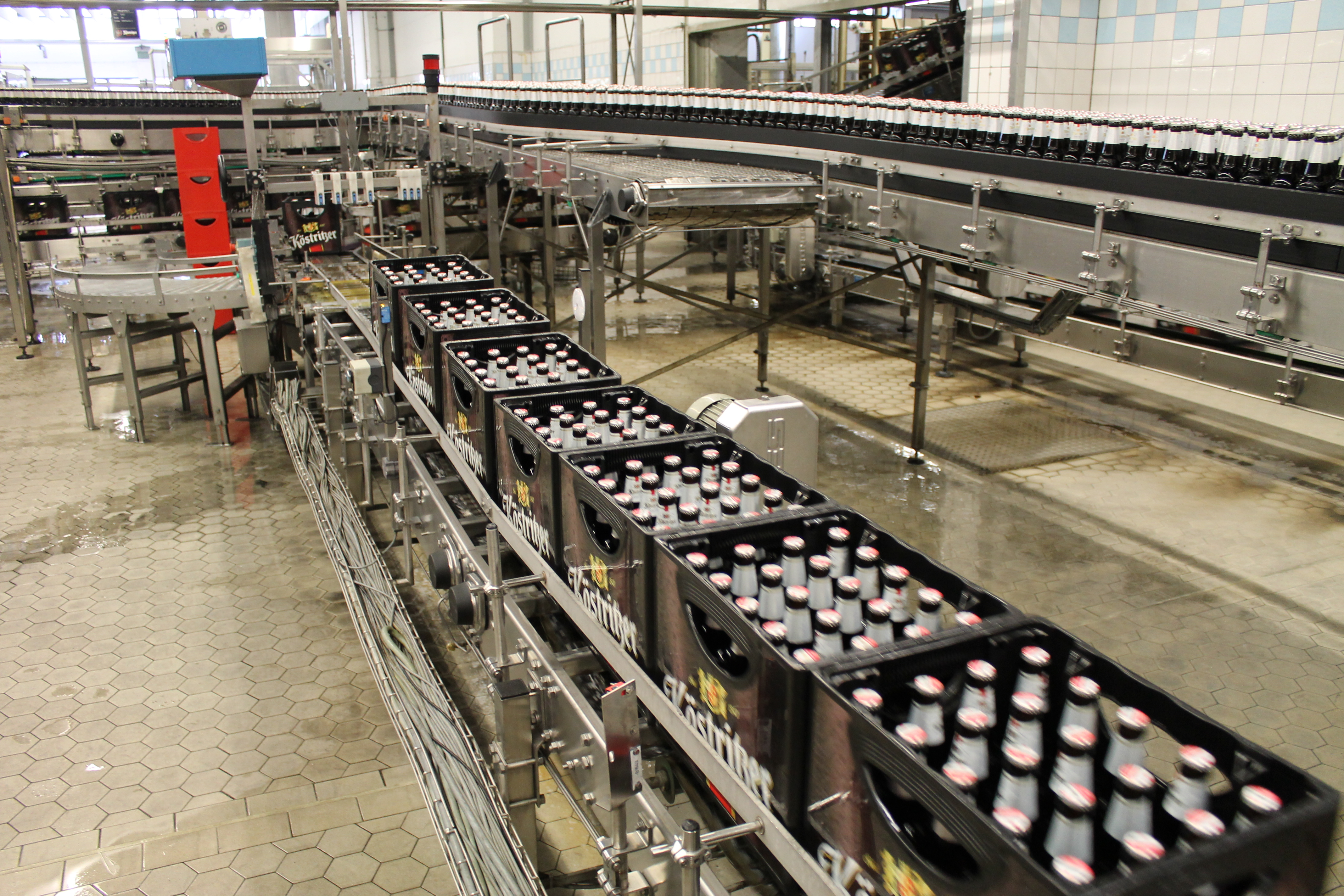
Abfüllung der Marke Edel Pils in der Brauerei in Köstritz
Bierdeckel aus der DDR Köstritzer Exportschwarzbier
Köstritzer bibop Logo
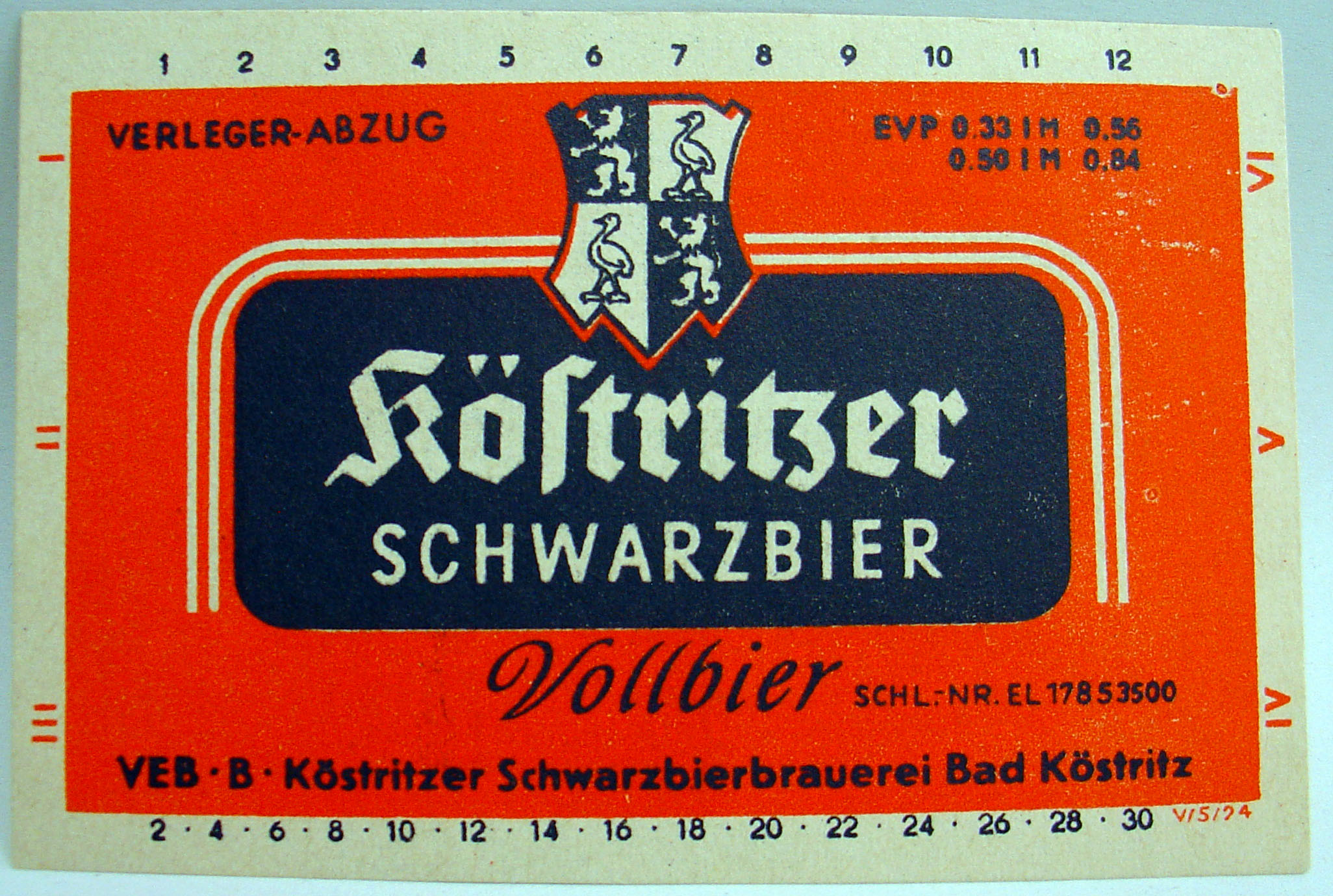
Etikett Köstritzer Schwarzbier (DDR)